# Van (město v Turecku)
Van je město v Turecku, ležící na břehu stejnojmenného jezera ve východní části země. Má 371 000 obyvatel. Také je hlavním městem stejnojmenné provincie.

## Historie
V 9. století př. n. l. mělo město název Tušpa a bylo hlavním městem tehdejšího starověkého Urartského království. Po této době se Van stal centrem Arménského království. V 1. století př. n. l. zde sídlil arménský král Tigranes, který založil Tigranakert (dnes Diyarbakır). Později se město stalo centrem arménské křesťanské kultury, která však s tureckým útokem označovaným jako „arménská genocida“ skončila. Po první světové válce navíc město zdevastovaly ruské jednotky, postupující tímto směrem do centra Osmanské říše. Město tedy muselo být znovu vybudováno. Dnes se zde ale stále nacházejí památky z dob starověkého Vanu.

## Ekonomika
Tradičně je ekonomika založena na zemědělství. Také jsou zde společnosti masného a rybářského průmyslu, výroba vlněné příze a další společnosti jako jsou mlýny, mlékárna a cukrárna.
Dřevařský průmysl, plastikářský průmysl cementárna a továrna na výrobu kůže a obuvi vytvářejí pracovní místa v průmyslovém sektoru .

## Doprava
Van se nachází na Evropské silnici - E99, která spojuje Turecko s Ázerbájdžánem. Dále železniční trajekt spojuje město s Tatvanem na západním břehu jezera Van a železniční trať pokračuje do Teheránu. Je zde i letiště, lety provozuje společnost Turkish Airlines do měst Istanbul a Ankara.

## Chovatelství
V okolí jezera Van má původ kočka Turecká van.

## Partnerská Města
- Bursa, Turecko (2008)
- Oděsa, Ukrajina